# イスラエル関係記事の一覧
イスラエル関係記事の一覧では現代イスラエル国の関係記事の一覧を分野別にまとめた。なおユダヤ教の用語についてはユダヤ教関連用語一覧を参照。

## 地誌、都市、遺跡
- 中東
- パレスチナ
- エルサレム
- テルアビブ
- マサダ

## その他の地名
- ヘルモン（ヘルモン、ヘルモン山）
- タボール、タボール山
- ヤルコン川
- カルメル山、カルメル
- シャロン平野 (シャロン、シャロンの野)

## 言語
- ヘブライ語
- ユダヤ諸語
  - イディッシュ語

## 歴史
- 古代イスラエル
- ディアスポラ
  - イスラエルの失われた10部族

- レヴァントの歴史
- シオニズム
- イスラエル史
- 中東戦争
- 第四次中東戦争
- イルカ水族館自爆テロ事件（英語版）

## 宗教
- ユダヤ教
  - 旧約聖書
    - トーラー
    - アブラハム
    - イサク
    - カイン
    - ノア
    - モーセ

  - タルムード
  - ミシュナー
  - ミドラッシュ
  - ハラハー
  - ハガダー
  - カバラー
- キリスト教
  - メシアニック・ジュダイズム
  - マロン典礼カトリック教会

## 政治、政府
- イスラエルの政党一覧　List of political parties in Israel

- 帰還法
- クネセト
- クネセト議長

- イスラエル国防軍
- 国防省 (イスラエル)
- イスラエル参謀本部諜報局
- イスラエル諜報特務庁
- イスラエル総保安庁
- イスラエル政治調査センター

- AFI
- BP
- NI
- EPPC

- イスラエル賞

- ユダヤ人入植地

- 米以関係

## 通貨
- 新シェケル
- アゴラ

## 教育
- イスラエルの大学の一覧
- ベツァルエル、ベツァレル（ベザレル）美術大学

## 国民、国民生活
- ユダヤ人
  - アシュケナジム
  - セファルディム
- アラブ人
- サマリア人

- キブツ
- クブツァー qbhutztzah
- モシャブ

## 文化
- イスラエルの文化　Culture of Israel
- イスラエル文学
- イスラエル・フィルハーモニー管弦楽団
- ユダヤ音楽　Jewish music

## 企業
- アラジンナレッジシステムズ
- ツィーム（ツィム、ジム）海運会社、ツィー・ヤンミー・ミスハーリー　צִי״ם, צִי יַמִּי מִסְחָרִי tzī″m, tzī yammī mischārī, Zim Israeli Navigation(Shipping) Company （「海洋交易艦隊」） - イスラエル最大の海運会社
- イスラエル・ミリタリー・インダストリーズ
- WalkMe

### 食文化
- イスラエルの食文化
- ハルヴァ
- フムス
- ファラフェル
- トルココーヒー（トルコ・コーヒー）
- ピタ
- シャロン・フルーツ　Sharon fruit - カキ属の果物
- ジャッファ・オレンジ
- ジャッファ・ケーキ　Jaffa cake

### 現代人名
- イスラエル人一覧
  - イヴァン・アタル
  - メナヘム・ベギン
  - アリエル・シャロン
  - ナタリー・ポートマン
  - ダニエル・カーネマン

## 未分類
- イスラエル国防軍（ツァバー・ハガナー・レイスラーエール、ツァハル）
- モシャブ＝オブディーム（モシャヴ）　'moshav-ovdim
- マカビア競技会
- リヴァイアサンガス田

## 関係記事
- イスラエル人の一覧
  - イスラエルのルーマニア系ユダヤ人（英語版）
- ユダヤ関連用語一覧